# Codex Coislinianus
- Papyrus
- Onciale
- Minuscules
- Lectionnaire

Le Codex Coislinianus portant le numéro de référence Hp ou 015 (Gregory-Aland), est un manuscrit de vélin en écriture grecque onciale. Le codex se compose de 41 folios (30 × 25 cm). 

## Description
Le codex est un manuscrit, contenant la majeure partie des Épîtres de Paul. Curieusement, l'Épître aux Romains, l'Épître aux Philippiens, l'Épître aux Éphésiens, manquantes, n'ont pas été remplacées. 
Il utilise des Nomina sacra.
Le texte du codex est présenté selon le type alexandrin. Kurt Aland le classe en Catégorie III des manuscrits du Nouveau Testament.
2 Cor 10,7 αφ ] εφ
2 Cor 10,8 τε ] omis
2 Cor 11,1 αφροσυνης ] τη αφροσυνη
2 Cor 11,3 και της αγνοτητος ] omis
2 Cor 11,30 μου ] omis
2 Cor 12,3 χωρις ] εκτος
Gal 1,3 ημων και κυριου ] και κυριου ημων
Les paléographes sont unanimes pour dater ce manuscrit du VIe siècle. 
Il est conservé à la Bibliothèque nationale de France (22 folios) à Paris, Athos (Grande Laure - 8 folios), Kiev (3 folios), Saint-Pétersbourg (3 folios), Moscou (3 folios) et Turin (2 folios),,.